# Lucas Debargue
Lucas Debargue, né le 23 octobre 1990 à Paris, est un pianiste et compositeur français.
Élève de Rena Cheretchevskaïa, il remporte le quatrième prix au quinzième concours Tchaïkovsky en 2015. En 2024, il est de nouveau remarqué pour son album-hommage à Gabriel Fauré.

## Biographie

### Enfance et études
Il naît à Paris mais grandit à Villers-sur-Coudun, à 12 km de Compiègne. 
Il étudie le piano à partir de l'âge de onze ans au conservatoire de Compiègne avec Christine Muenier. Adolescent, il se passionne alors pour le répertoire classique, mais ralentit sa pratique musicale à quinze ans pour passer un baccalauréat scientifique et s'inscrire en licence de lettres et arts à l'université Paris-Diderot.
À vingt ans, il décide d’abandonner ses études de littérature pour devenir musicien professionnel. Il étudie avec Philippe Tamborini au conservatoire de Beauvais lors de l'année 2010-2011 et obtient un DEM de piano et de musique de chambre.
En 2011, il rencontre Rena Cherechevskaïa au Conservatoire à rayonnement régional de Rueil-Malmaison. Il est ensuite admis à l'unanimité au Conservatoire national supérieur de musique et de danse de Paris, où il obtient sa licence en 2015 sous la direction de Jean-François Heisser. Il continue pendant ce temps de travailler à l’École normale de musique Alfred Cortot de Paris avec Rena Cherechevskaïa, qui le prépare aux concours internationaux.
Pendant ses études, il commence à donner des concerts publics, entre autres comme lauréat de fondations,.

### Concours Tchaïkovski et ascension rapide
En 2014, il remporte le premier prix dans la catégorie « professionnel » au neuvième concours international de piano Adilia Alieva, à Gaillard.
En 2015, il participe au prestigieux concours international Tchaïkovski,,. Il y remporte le quatrième prix de piano et le prix spécial de la critique musicale de Moscou,,,.
Cette récompense lui permet de commencer une carrière internationale de concertiste, qui l'amène à jouer dans les salles les plus renommées : salle Tchaikovski et grande salle du conservatoire de Moscou, théâtre Mariinsky et philharmonie de Saint-Pétersbourg, philharmonie de Berlin, Prinzregententheater à Münich, Elbphilharmonie à Hambourg ; philharmonie, théâtre des Champs-Elysées, salle Gaveau et Fondation Vuitton à Paris, Wigmore Hall et Royal Festival Hall à Londres, Concertgebouw à Amsterdam, Suntory Hall à Tokyo, Carnegie Hall à New-York.
Il s’est produit avec des chefs d'orchestre tels que Valery Gergiev, Mikhail Pletnev, Vladimir Fedoseyev, Vladimir Jurowski, Tugan Sokhiev, Yutaka Sado, Andrey Boreyko, Vladimir Spivakov. En musique de chambre, il a déjà joué aux côtés de Gidon Kremer, Janine Jansen, Martin Frost, Mischa Maisky.
Il obtient le prix Cortot en 2016, qui marque la fin de ses études à l’École normale de musique de Paris. Depuis, il continue de se perfectionner auprès de Rena Cherechevskaïa.

### Confirmation
En 2019, il enregistre cinquante-deux sonates de Domenico Scarlatti,, puis en présente certaines à la Philharmonie de Paris,. Gidon Kremer le nomme permanent guest artist de son ensemble Kremerata Baltica.
En mars 2024, il enregistre l'intégrale de l'œuvre pour piano seul de Gabriel Fauré, à l'occasion du centenaire de la mort du compositeur,,,. En juillet de la même année, il participe notamment aux Rencontres musicales d'Évian, aux Nancyphonies et au Verbier Festival.

## Compositions

### Pour ensemble
- 2017 : Concertino pour piano, orchestre à cordes et percussions, créé par l'auteur et la Kremerata Baltica (en) à Cesis (Lettonie)[30].
- 2018 : Quatuor symphonique pour quatuor avec piano, créé au centre de musique de chambre de Paris par l'auteur, Eva Zavaro (violon), Adrien Boisseau (alto) et Jérôme Pernoo (violoncelle)[31]
- 2019 : Trio pour piano et cordes, créé au théâtre des Champs-Élysées par l'auteur, David Castro-Balbi et Alexandre Castro-Balbi[32],[33] après une première version en 2017[34]

### Pour piano et instrument soliste
- 2019 : Sonate pour violoncelle (interprétée par l'auteur et Camille Thomas au violoncelle à Lavaux Classic en 2019)[35]
- 2020 : Sonate pour violon[36]

### Pour piano seul
- 2019 : Toccata en si mineur[37],[38]
- 2020 : Prélude et fugue en sol mineur[39]
- 2020 : Barcarolle en fa mineur[40]
- 2023 : Menuet triste (interprété par l'auteur au Victoria Hall de Genève en 2023)[41]

## Discographie
- 2016 : Scarlatti, Chopin, Liszt, Ravel - Sony Classical
- 2016 : Bach, Beethoven, Medtner - Sony Classical
- 2017 : Schubert, Szymanowski - Sony Classical
- 2017 : Messiaen : Quatuor pour la fin du temps, avec Martin Fröst, Janine Jansen et Torleif Thedéen - Sony Classical
- 2019 : Scarlatti: 52 Sonatas - Sony Classical
- 2024 : Fauré, Complete works for piano solo - Sony Classical

## Filmographie
En 2017 sort un documentaire réalisé par Martin Mirabel (production Bel Air Media) : Lucas Debargue - Tout à la musique. Le film est sélectionné au FIPA de Biarritz.